# Kåldolmar & kalsipper

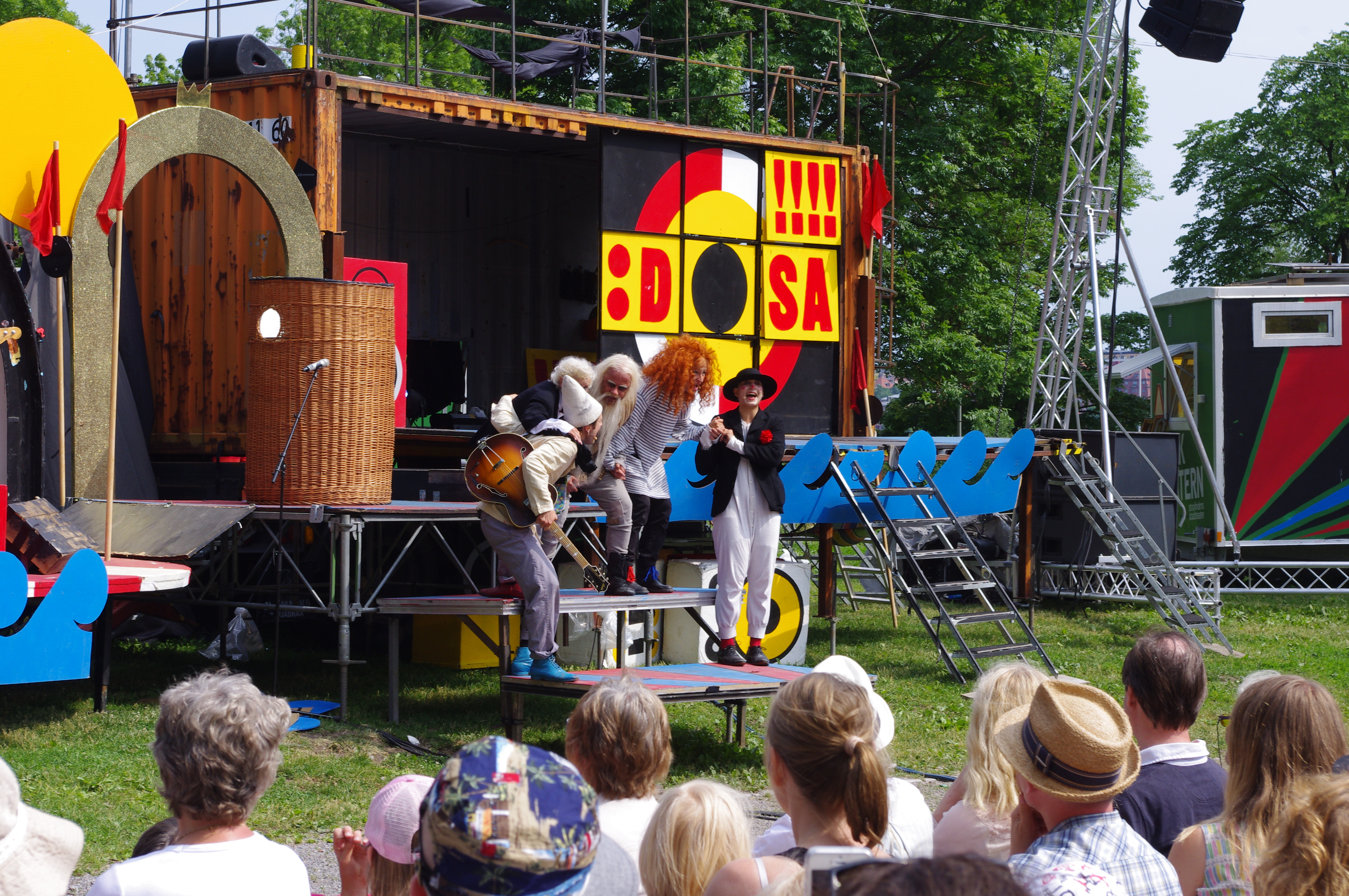
Club Killers ger Nationalteaterns Kåldolmar och kalsipper i Rålambshovsparken 2013.

Kåldolmar & kalsipper är en teaterföreställning, en barnskiva och en tecknad TV-serie för Sveriges Television av teater- och musikgruppen Nationalteatern. Skivan, inspelad 1976 har sitt ursprung i barnteaterpjäserna Akta er för Lumor, Jubel i Holken, Sagan om Ormen, Gråtletarna och Kåldomar och kalsipper och utgör i princip ett potpurri av historier och melodier från de fem pjäserna, sammanvävda på ett sätt som kanske inte är direkt logiskt. Gubben i korgen, temamusiken som väver samman de olika avsnitten, samt näsflöjtsfolkets "sfäriska musik" är däremot helt nyskrivna element för skivan.
Den ursprungliga teaterpjäsen Kåldolmar och Kalsipper hade inte samma handling som skivan. Utifrån skivans berättelse sattes Kåldolmar och Kalsipper upp som barnteaterföreställning i Stockholm 2013 och 2014 av Parkteatern och i Mölndal 2023 av Teaterhuset i Mölndal. TV-serien i fyra cirka 20-minutersavsnitt visades första gången 1980 i Sverige Television.

## Historia
Pjäsen börjar på en plats "strax norr om Viskafors" med att flickan Yllet upptäcker en korg med en nyfödd hundraårig gubbe som ställts ut i skogen för att bli uppäten av vargen. Yllets vänner har blivit tillfångatagna av två elaka kungar från Västerlandet som exploaterar dem som arbetskraft i en gruva. Kungarna har ett förskräckligt vapen som kallas Lumor och ser ut som en vanlig lampa, men som används för att förstena människor och sedan kasta dem i gruvan.
Yllet och gubben träffar en tjänare som arbetar på kungarnas slott, och dessutom ett blå-rödrandigt spöke, som senare visar sig vara det kommunistiska spöket, som omtalas i början av Karl Marx och Friedrich Engels Kommunistiska manifestet.
Spöket skrämmer tillfälligt bort kungarna genom att förvandla sig till en uppsättning galna gurkor. Yllets vänner kommer upp ur gruvan tillsammans med en del figurer som de två clownerna Folke och Agamemnon. Agamemnon har flytt från militärjuntans Grekland och sedan slagit sig samman med Folke. Men kungarna återkommer snart och hotar att skicka ned allesammans i gruvan igen, och allesammans flyr då till Göteborgs hamn, där de träffar Sjörövar-Jenny, som tar dem med ut till havs. Sjörövar-Jenny, som alluderar på Bertolt Brechts "die Seeräuber-Jenny" ur Tolvskillingsoperan, är en mamma som flytt hemifrån efter att hon tröttnat på att ta hand om barn hela dagarna.
Gruppen flyr till havs där de träffar en val som beklagar sig över den pågående valjakten. Därefter går man i land i Vietnam där man träffar Ho Chi Minh, som med sina vänner i FNL spelar upp en "pjäs i pjäsen" som i allegorisk form behandlar hur det vietnamesiska folket exploaterades av imperialister från väst. "Pjäsen i pjäsen" avslutas med orden "Vi hade fått jord och frihet genom att göra motstånd. Detta lär kommunismen."
Efter detta talar spöket till församlingen och förklarar att de måste återvända hem och göra upp med kungarna från Västerlandet på samma vis som Vietnams folk gjort motstånd mot förtrycket. Gubben stiger upp ur sin korg där han legat under hela föreställningen. Pjäsen avslutas sedan med sången I Hamn och orden "Nu styr vi mot hemmet med trasiga segel, med last utav lärdom från Marx och från Hegel".

## Musikalbumet

### Låtarna på albumet
Sida A:
1. "Intro" (1:56)
2. "Ylle" (4:17)
3. "Kungssång" (4:26)
4. "Alla är rädda för spöken" (5:35)
5. "Tjänare" (7:36)

Sida B:
1. "Vi cyklar runt i världen" (4:01)
2. "Bla Bla Bla" (2:14)
3. "Agamemnons stora ballad om flykten från sitt hemland" (7:52)[3]

Sida C:
1. "Till havs" (4:41)
2. "Jenny, havets skräck" (2:23)
3. "Oääääää" (2:45)
4. "Mamma rock" (3:47)
5. "Viiiiin" (3:35)

Sida D:
1. "Valens sista vals" (12:08)
2. "I hamn" (2:06)[4]

Skivomslaget till dubbel-LP går att vika upp fungera som spelbräde till ett tärningsspel.

### Listplaceringar
| Lista (1976–1977) | Topplacering |
| ----------------- | ------------ |
| Sverige           | 27           |

## TV-serien
TV-serien i fyra cirka 20-minutersavsnitt visades första gången 1980 i Sverige Television.  TV-serien producerades av Annika de Ruvo. Varje avsnitt inleds med en subjektiv kamera som rör sig uppe på en vind där vi möter författaren, spelad av Maria Grahn som också gör berättarrösten. Själva handlingen baseras, utöver berättarrörsten från skivan, på stillbildsteckningar av Kerstin Holmstedt.